# Convento dei Cappuccini (Mineo)
Il convento dei Cappuccini è un edificio religioso situato a Mineo, in provincia di Catania.

## Storia
I Cappuccini giunsero a Mineo nel 1550. In origine, i religiosi, trovarono accoglienza presso l'eremitaggio di Sant'Antonio, in contrada Acquanuova. Il sito, tuttavia, divenuto pericolante, venne presto abbandonato.
Furono avviati i lavori per la costruzione del nuovo convento,che sorse accanto alla preesistente chiesa di San Vito. I frati occuparono la nuova struttura nel 1598.
Dopo la soppressione degli ordini religiosi (1866), il complesso venne riacquistato nel 1902; i cappuccini vi rimasero fino agli anni '80, quando il convento venne definitivamente chiuso.

## Descrizione
La chiesa conventuale, dedicata a San Vito martire, possiede un'unica navata, con due cappelle, dedicate a San Vito e al Crocifisso e tre altari minori, dedicati a Santa Agrippina, alla Madonna degli Ammalati e a Sant'Antonio, tutti con altari in marmo (XVIII sec.), provenienti dal, distrutto, monastero di Santa Maria degli Angeli.
Molte delle numerose opere d'arte, che la chiesa possedeva,  sono state trafugate negli anni; altre vennero portate al sicuro nel museo provinciale dei Cappuccini a Caltagirone; tra queste: la statua lignea di San Francesco di Paola; le tele di Sant'Antonio Abate, di Santa Apollonia e della Maddalena penitente e la pregevole custodia lignea.
In chiesa, sono presenti le statue in legno di San Vito (XVIII sec.), della Madonna degli Ammalati (1912) e di San Francesco d'Assisi (1773).

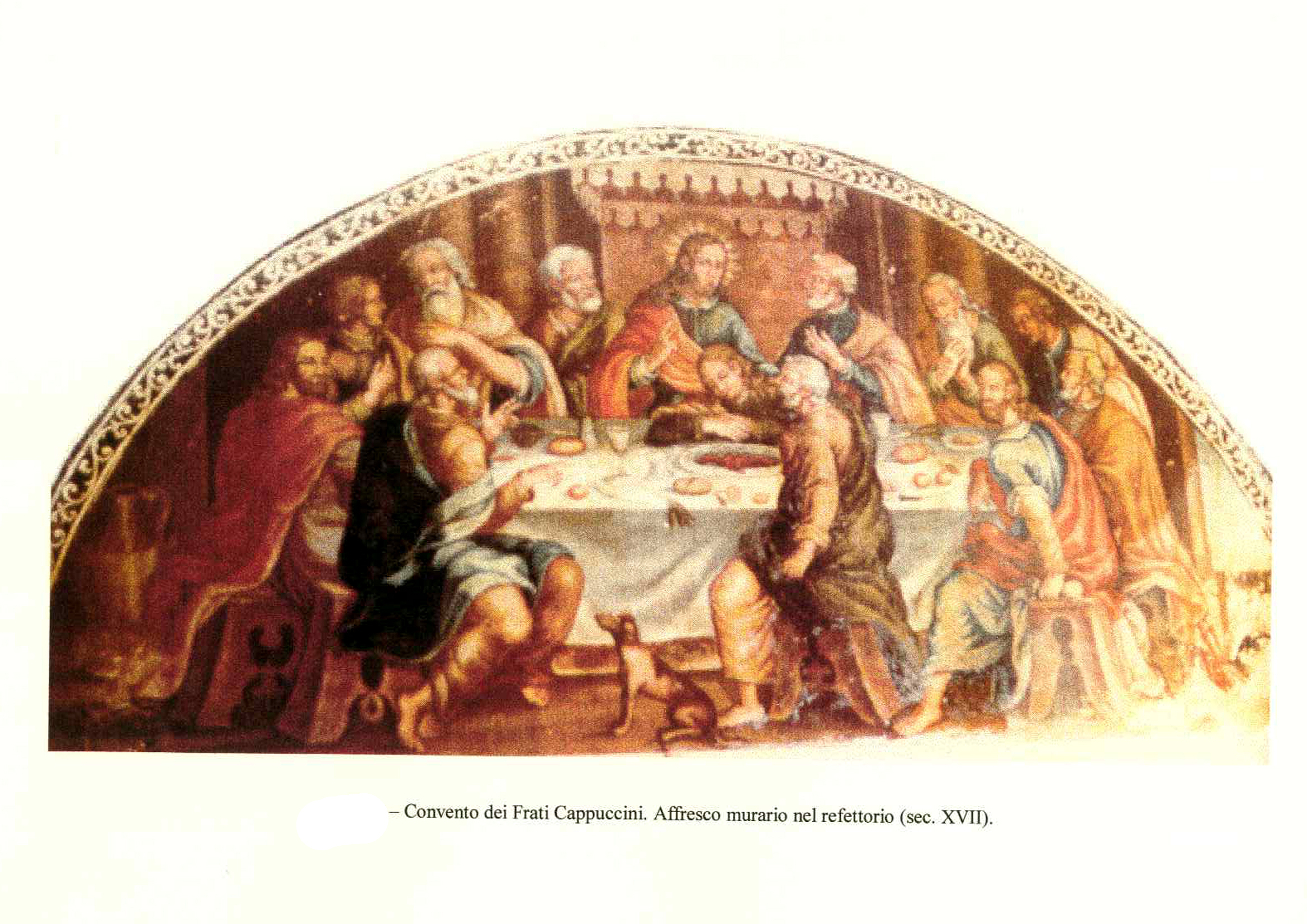
Ultima Cena, refettorio del convento dei Cappuccini di Mineo

L'altare maggiore, a partire dal 1935, ospita la struttura lignea proveniente dalla chiesa dei cappuccini di Augusta, demolita insieme al convento dopo la soppressione.
La struttura venne provvista di quadri, alcuni dei quali provenienti dalla stessa chiesa di Augusta, oggi tutti trafugati.
La tela centrale del polittico raffigurava l'Immacolata con Santi francescani, mentre i due dipinti laterali  ritraevano Sant'Agata in carcere e una Sacra Famiglia con San Giovanni Battista e Santa Elisabetta.
Il convento conserva, nei corridoi, gli affreschi dell'Indulgenza della Porziuncola e dell'Incontro tra San Francesco e San Domenico; nel refettorio, infine, è presente un affresco raffigurante l'Ultima Cena.